# Аргентинский жестовый язык
Аргентинский жестовый язык (Argentine Sign Language; исп. Lengua de Señas Argentina, LSA) — жестовый язык, который распространён среди глухих, проживающих в Аргентине. Глухие люди посещают отдельные школы, а также используют местные языки жестов за пределами школы.
У аргентинского жестового языка есть кордовский диалект. Присутствуют некоторые региональные различия (например, между Буэнос-Айресом, Кордовой, Мендосой), но большинство глухих игнорируют различия и обычно считают своим языком АЖЯ (Р. Касерес 2013). В стране 37 школ для глухих, в некоторых используется аргентинский жестовый язык.